# 韩国科技

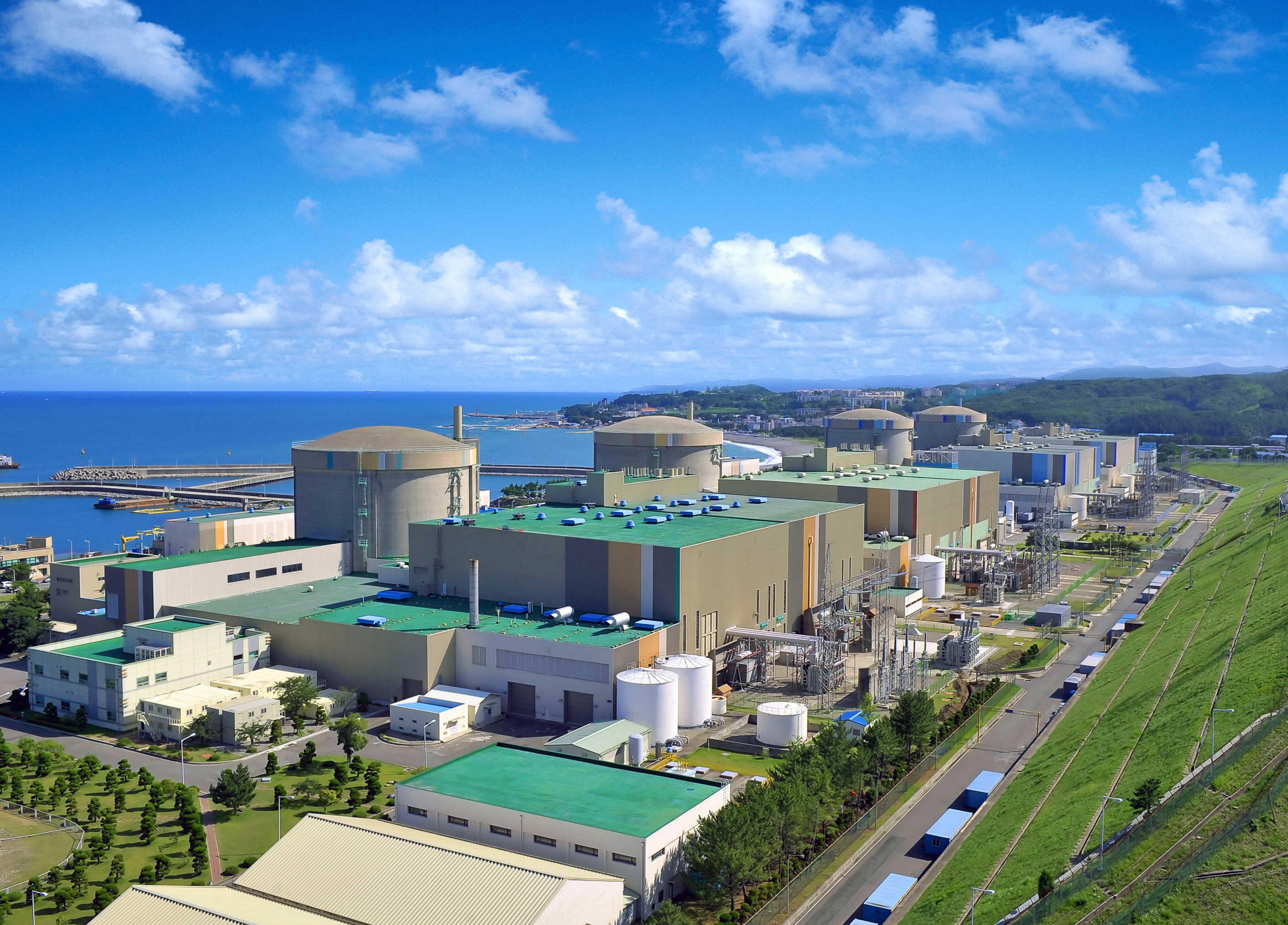
韩国月城核电站

韩国科技是推动韩国社会经济发展的源动力。从20世纪60年代开始，韩国在社会、经济、文化等各方面都取得了长足的发展，创造了「汉江奇迹」。在韩国经济迅速腾飞的背后，“科技立国”战略是根本原因之一。建国之初，韩国科技在经历了日占和朝鲜战争之后，几乎一片空白。20世纪60年代，韩国科技基本上是模仿、消化引进的技术。经过对本国科技的培育与扶植，20世纪80年代，韩国实现了从技术引进到技术创新的跨越:3-6。1979-1988年，科技进步对韩国经济增长的贡献率为11.9%；1990-2000年，科技进步的贡献率达到了39.5%:164。韩国亦在彭博社《2016年全球创新力排名》以及世界知識產權組織、康奈爾大學和英士國際商學院聯合發布的《2016年環球創新指數排名》中，分別位居榜首和第十一位。
韩国的法律、法规为科技发展提供有力的法律保障。20世纪90年代，韩国与科学技术有关的法律、法规就有200多部，占到法律法规总数的四分之一:5。韩国把知识产权战略作为保持和提高科技创新能力的基本措施。早在1908年，韩国就已经颁布了《专利法》、《外观设计法》和《商标法》。第二次世界大战结束后，韩国的知识产权制度得到了长足发展。目前韩国已经成为世界知识产权制度强国:179-180。韩国是世界首个拥有互联网专利电子申请系统的国家，也是世界知识产权组织在全球普及在线国际专利电子申请系统的开发合作伙伴。韩国知识产权厅（KIPO）国际知识产权研修院是世界知识产权组织指定的世界首家正式研修机构。
韩国的科研机构大体可分为公共研究机构、大学和企业研究机构三类，分别承担着国家战略层面的大规模研究，基础性单一学科研究和产业与高新技术方面的研发:26。韩国主要的科研机构包括韩国科学技术研究院、韩国电子通信研究院、韩国生命工学研究院、首尔国立大学、韩国高等科学技术院、三星综合技术院等:13-20。

## 历史

### 古代科技
早在石器时代，生活在朝鲜半岛的原始人类就掌握了磨制石器、制作陶器和农具的技术。青铜器时代，人们掌握了铅铜合金技术，打制出琵琶型铜剑、精美的铜镜和更为精致的农具和武器。之后，中国的造纸术、印刷术、火药和瓷器技术传入朝鲜半岛，对韩国古代的科技发展起到重要的影响。:300

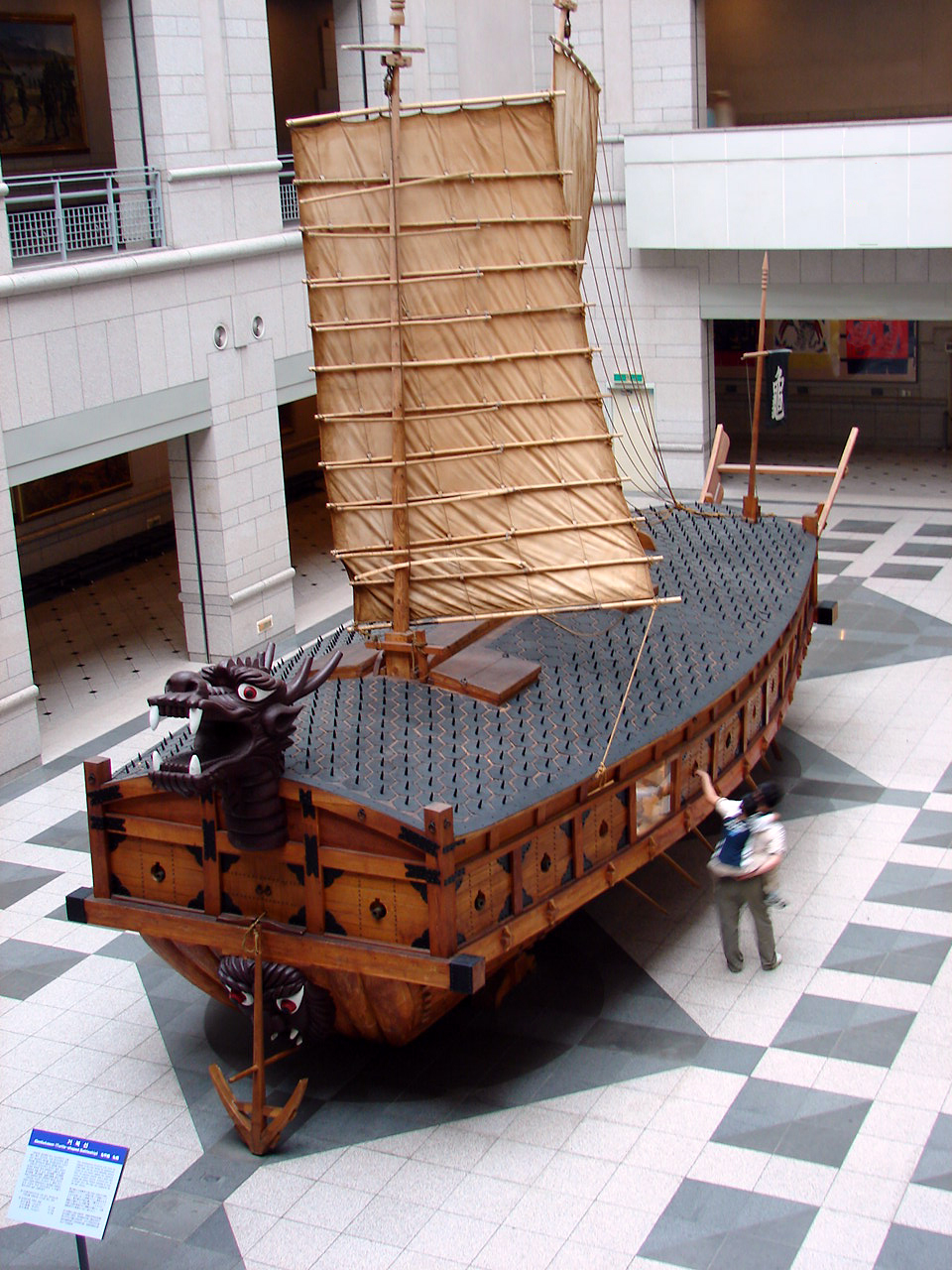
朝鲜王朝时期发明的龟船

朝鲜三国时期出现了天文观测、冶金技术、木板印刷、建筑等传统科技成就。公元7世纪，新罗真德女王时期建造的瞻星台是亚洲现存最早的观象台。百济金铜大香炉、圣德大王神钟、新罗金冠等展现了这一时期精湛的冶金技术与工艺。石窟庵、佛国寺等是三国时期建筑技术的代表:300:4。
科学技术在高丽时期得到了进一步的发展。早于西方二百年的金属活字印刷《详定古今礼文》、现存世界上最古老的金属活字本《白云和尙抄录佛祖直指心体要节》、流传至今的《乡药救急方》、插秧技术的使用、火药的应用和精美的高丽青瓷显示了高丽时期的科学技术在医药、印刷术、农业、武器、工艺技术等领域所取得的成就:300。在天文领域，高丽人已经熟悉用非常先进的授时理论方法计算历法。1343年由姜宝编制的授时历计算表计算的一年长度相当于现代一年长度值的小数点后的第六位:450。
朝鲜王朝时期，科学技术得到了长足的发展。医药方面有著名的《乡药集成方》、《东医宝鉴》出版。这一时期的农业科技已经非常先进。朝鲜世宗大王时期发明的测雨器是世界最早的测量降雨量的仪器。一些先进的武器如火炮、火车、龟船等也在朝鲜王朝时期出现。:4:300

### 现代科技
19世纪末20世纪初，韩国随着电气、火车、电话等西方科技的传入，开始与近代科技接轨。经历了日占和朝鲜战争后，大韓民國建国初期的科技几乎一片空白。1959年，韩国建立了历史上第一个科研机构韩国原子能研究院。20世纪60年代，韩国开始倡导“技术革新”、“科技立国”，并制定了“第一个技术振兴五年计划”。1961年7月，经济企划院开始设立技术管理局。1967年，科学技术处正式成立:301:1:47。韩国科技在60年代主要是引进外国技术进行模仿、消化和吸收。1966年，随着韩国首个综合性科研机构韩国科学技术研究院的建立，韩国科技创新体制开始形成。20世纪70年代，韩国政府明确提出“科学立国，技术自立”。1971年和1973年，韩国先后成立了韩国科学技术院和大德科学研究园:26-28:60-62:30。
进入20世纪80年代，韩国开始提出“尖端科技立国”，韩国科技开始转型为自主研发。1982年韩国开始制定“科学技术开发五年计划”:32:16:5。韩国电子通信研究院、韩国生命工学研究院等国家科研机构先后开始投入运营。1987年，随着三星综合技术院的成立，韩国各大企业纷纷成立了各自的研究院:26-28:301。
20世纪末，韩国遭到亚洲金融风暴的冲击。执政的金大中政府为应对危机提出了“第二次教育立国”的口号。2003年，韩国开始实施“第二次科技立国”战略:21。2006年，韩国已经在半导体、手机、液晶显示器、互联网普及率和造船业的竞争力在IMD科技竞争力排名中世界第一，技术竞争力世界第六，科学竞争力世界第7:4。

## 法律
韩国的法律为韩国科技的发展提供了强有力的法律保障。韩国现行宪法规定“国家必须通过科学技术的革新、情报以及人力开发为国民经济的发展做出努力”，“用法律保护作者、发明家和科学技术工作人员的权利”。20世纪90年代，韩国共有800多部法律，其中直接关于科学技术的法律有90多部。加上其它与科学技术有密切关系的法律，韩国有关科学技术的法律有200多部，占到法律法规总数的四分之一。:5
早在20世纪50和60年代，韩国就出台了《韩国科学技术研究所扶植法》、《科学技术促进法》等法律法规，以保障“科技立国”战略的实施。1989年12月，为了使基础科学研究走上法制轨道，韩国制定了科技发展的一部重要法律《基础科学研究振兴法》。1997年，韩国出台了建立国家创新体系的基础性法律《科学技术创新特别法》（1999年该法进行了修订）。根据修订后的《科学技术创新特别法》，韩国设立了“国家科学技术委员会”，强化了国家对科学技术的领导，制定了企业科技开发与援助计划，并促进了国家重点研究成果的产业化。2001年，韩国颁布了科技进步的根本大法《科学技术基础法》，并在2004年进行了修订。该法律确立了科技创新促进经济社会发展的战略，规定了国家重大科技政策与决策的形成机制，强化了科技成果转化和实现商品化的制度。:62-67:5-6
从20世纪60年代开始，韩国就开始制定鼓励企业研发投资的政策、法规，包括《科学技术促进法》（1967年）、《技术开发促进法》（1972年）、《专门机构促进法》（1973年）、《技术评估法》（1973年）等。1973年，韩国出台了《国家技术资格法》和《技术劳务育成法》以促进人力资源的开发。1974年，韩国颁布了《职业培训特别法》，规定规模在500名以上员工的公司必须对其员工进行内部技能培训。韩国为此还建立了专门的研究生院韩国高等科学技术院，以促进产学合作。1994年，韩国又制定了《产业技术基础设施促进法》，通过建设大学、科研机构和中小企业的基础设施和科技信息网络，构建产学研合作体制。此外，《科学技术基础法》也制定了增加企业研发投入、企业设立研究所、实行技术开发准备金制度等具体政府支持内容。:6-7:62-67

## 科研机构

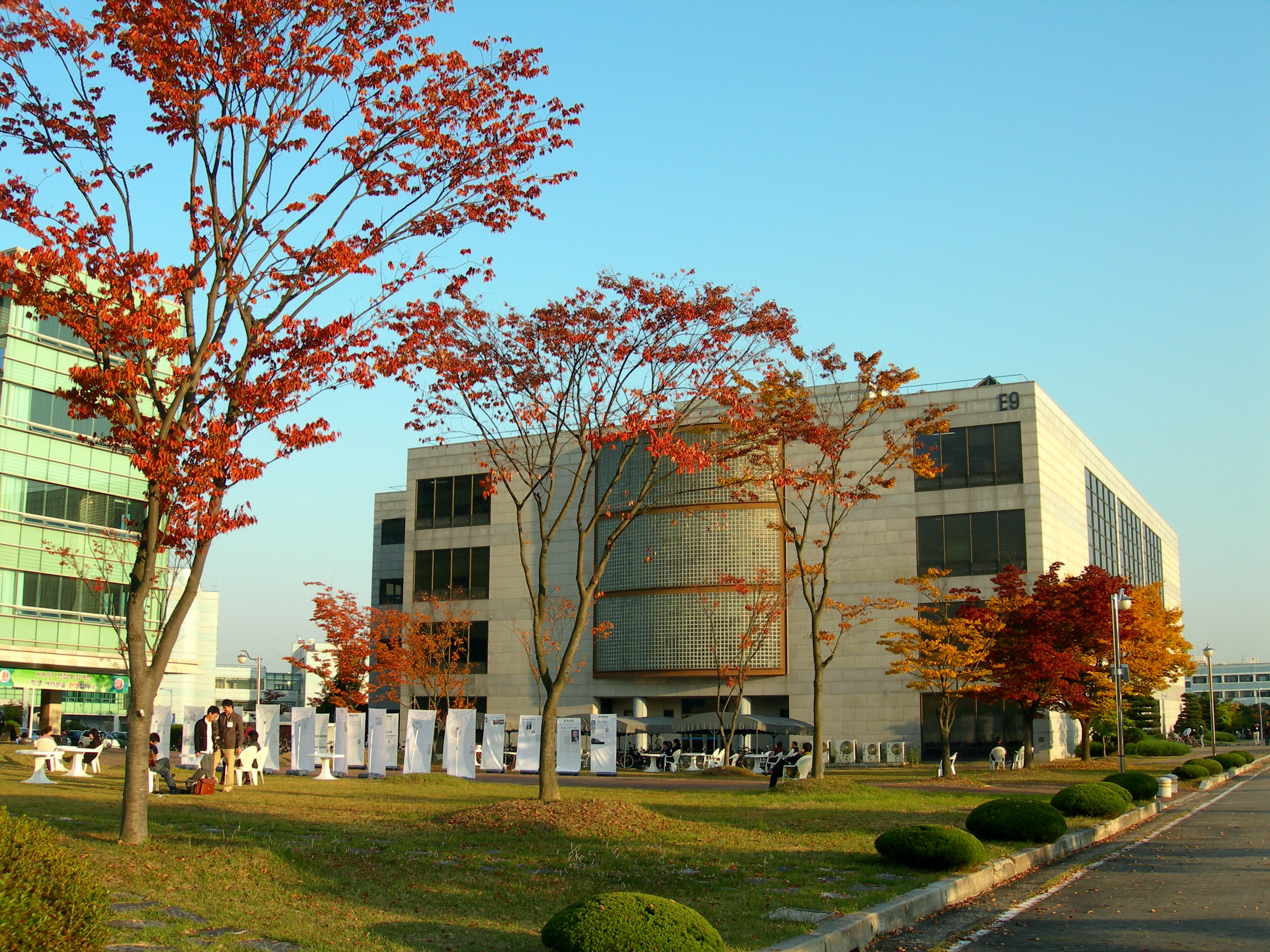
KAIST校园

韩国的科研机构主要有公共研究机构、大学和企业研究机构三大类:13:42。三类研究机构的则重点有所不同。公共研究机构主要承担国家战略层面的、基础性、跨学科、大规模研究；大学则主要培养人才和进行基础性单一学科的小规模研究；企业则侧重产业技术和高新技术的研发:26。
公共研究机构是由韩国政府或非营利组织资助的研究机构，主要有韩国科学技术研究院、韩国电子通信研究院、韩国生命工学研究院等。韩国科学技术研究院成立于1966年，是韩国首家多学科的科研所。韩国电子通信研究院（成立于1976年）和韩国生命工学研究院（成立于1985年）是分别由韩国知识经济部和教育科技部管辖的国家级电子通信和生物技术研究院。:13-16
研发经费居前的韩国研究型大学主要有首尔国立大学、韩国高等科学技术院、浦项科技大学、延世大学、高丽大学、汉阳大学等。基础研究经费在韩国大学的研发经费中占很大的比例，均高于40%，远大于其应用研究和开发研究的经费:17-18。
韩国企业的研究机构是韩国技术创新的主体，其研发经费占到韩国全部研发经费的75%，比美、德等发达国家的比重还高。韩国之初，只是大型企业建立研究机构。20世纪80年代末，大批中小企业也开始设立研究机构，目前在企业研究机构的数目上看，中小企业研究机构已占到绝大多数。2007年，这个比例达到了93.6%。不过大企业的研发经费还是占到韩国民间研发经费的75%左右。研发经费排在前列的韩国企业有三星电子、LG电子、现代汽车、三星SDI、韩国电信、浦项钢铁等。:20-22
此外韩国政府还设立国家指定研究室和研究中心。韩国从1999年开始实行国家指定研究室计划，旨在促进对提高国家科技竞争力有重大作用的研究中心的发展。国家指定研究室通过竞标的方式选出。韩国政府在5年内为被指定的研究室每年提供2.5亿韩圆的经费支持，不过在2年后的中期评估中排在20%以下的研究室将被取消资格。国家指定研究室数目一直在逐年增加。2008年，国家指定研究室数目达到了444个，其中278个在大学，90个在政府资助研究所、60个在企业。韩国的研究中心分为科学研究中心、工程研究中心和医学研究中心三种。研究中心是有战略意义、有望产生重大科研成果的国际水平研究团体。韩国政府对这些研究中心给予集中、长期、稳定的资金支持。:24

## 科研基础设施

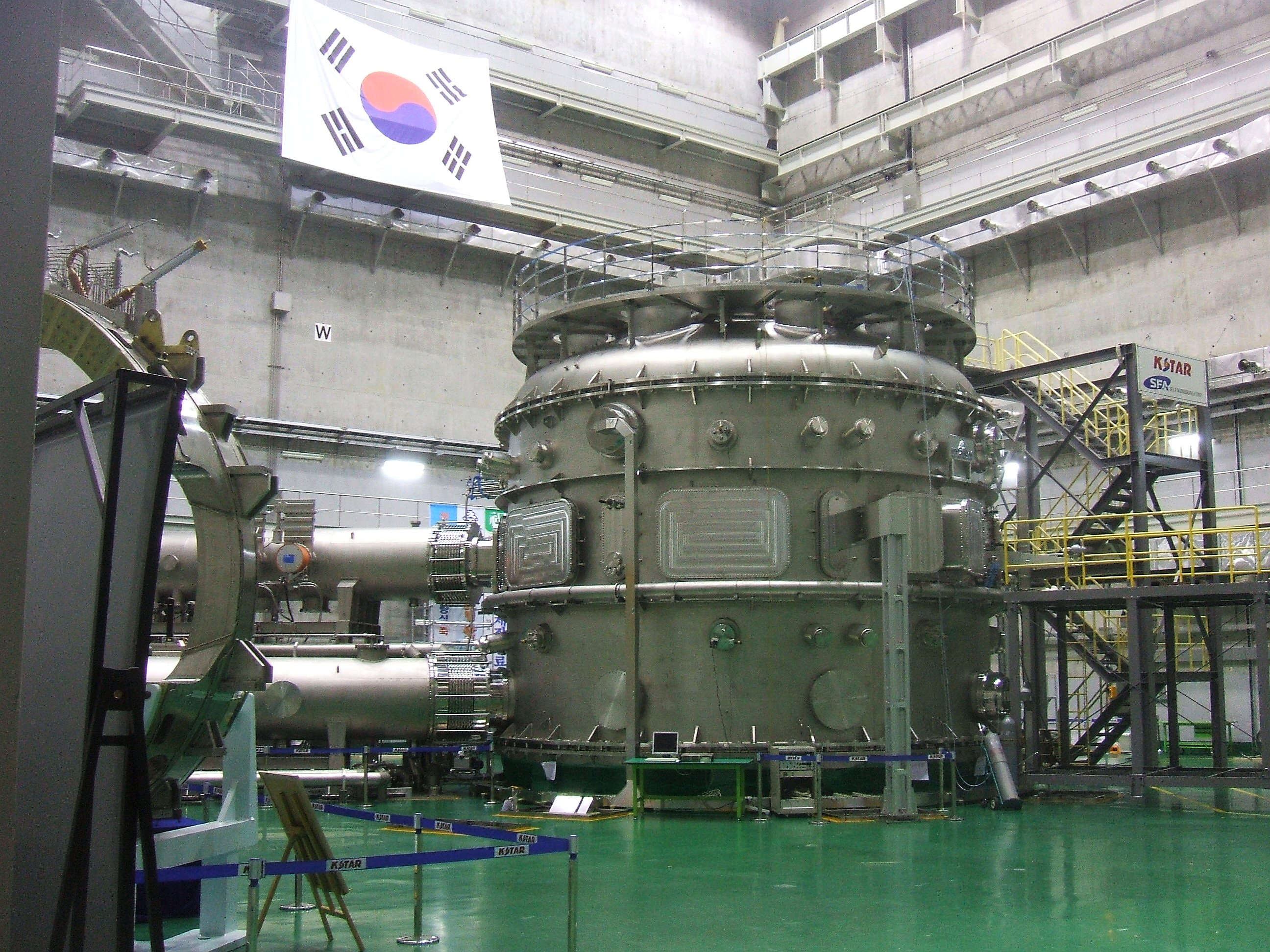
韩国超导核聚变装置KSTAR

成立于1988年的韩国基础科学支援研究院（Korea Basic Science Institute，KBSI）是为在韩国进行基础科学研究提供必需设备、支持科研活动和开展联合研究的机构。KBSI由本部和首尔、釜山、大邱等8个分部组成，拥有韩国最高水平的和国家级的各种研究仪器设备，其中包括KBSI附属的韩国国家核聚变研究院建造的世界首个采用铌三锡线材超导材料的超导核聚变装置KSTAR。韩国科研人员可以通过KBSI网上共享服务指南和尖端仪器共享会员制的形式使用KBSI的仪器设备。:45-46
韩国科学技术信息研究院是提供专业科技信息研究和服务的机构。KISTI拥有韩国最大的超级计算和高性能网络资源“超级计算中心”（KISTI Supercomputing Center，KSC）。KISTI还管理着韩国研究环境开放网（KRECONET）和韩国虚拟天文台（KVO）。KRECONET通过推动韩国与国外资源的互换来提高研究人员的生产能力。韩国虚拟天文台于2003年2月启动，是与韩国天文数据中心合作的一个国家级天文数据库。:47-49
韩国国家电子图书馆是主要由韩国国立中央图书馆负责的韩国超高速信息通讯网建设的一部分。自1996年启动以来，已有韩国国立中央图书、韩国国会图书馆、韩国法院图书馆、韩国科学技术信息研究院、韩国教育学术信息院、KAIST科学图书馆、农村振兴厅科学图书馆、国家知识门户加入到韩国国家电子图书馆。科研人员可以在韩国国家电子图书馆的检索界面上同时查询这些机构的数字图书馆的资源。:49

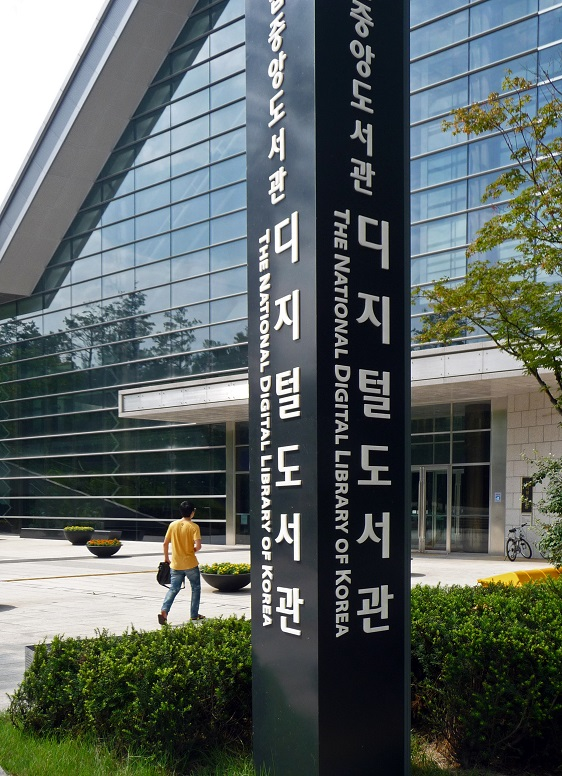
韩国国家电子图书馆

韩国目前在南极建有世宗科学基地和张保皋科学基地两个科考站。世宗科学基地位于南极乔治王岛，于1988年2月建成，是韩国首个南极科考站。1989年，韩国获得了南极条约顾问国（ATCP）地位。韩国的第二个南极科考站张保皋科学基地于2014年2月12日建成。韩国南极科考站配有一艘破冰船“Araon”号，是韩国自主研究建造的首艘破冰船:51-53。
韩国甚长基线干涉测量观测网（KVN）是由位于延世大学、蔚山大学和位于济州岛的耽罗大学的3台口径均为21米的射电天文望远镜组成，是韩国首个甚长基线干涉测量基础设施，也是东亚首个专用毫米波VLBI观测网。KVN最大基线长度为480千米，最大观测频率为129千兆赫兹，最大角分辨率到达1角秒。2010年，韩国与中国和日本联合启动了“东亚VLBI观测计划”，将KVN与中国VLBI和日本射电天体观测网整合成世界最庞大的射电天文观测网络。:50
浦项加速器实验室是由韩国大型钢铁企业浦项钢铁公司和韩国政府联合投资建立的加速器实验室（浦项钢铁投资60%，韩国政府投注40%）。该实验室配有一台束流能量为2.5GeV的第三代同步辐射装置，是亚洲最先进的加速器设施之一。该实验室同时还配有一个总长160米，束流能量为2.5GeV的电子直线加速器。:51
韩国其它的主要科研基础设施包括解决物理学领域“变换常数测定”问题的中微子探测装置，化学、材料、热工学、航天力学领域的高温等离子发生装置，5000吨级大型海洋科考船 “异斯夫号”，韩国自主开发的通信海洋气象卫星COMS-1号，以及用于植物学研究的大型植物园（主要包括位于京畿道抱川市的国立树木园、京畿道龙仁市的韩宅植物园和济州道西归浦市的如美地植物园）。:50-57

## 论文和专利产出
2012年，韩国SCI论文发表数量从1989年的1382篇增加到47066 篇，SCI论文发表数量在世界排名第10位，其中工程学和计算机科学排名第4位，化学第8位，物理第9位。韩国在材料科学和交叉科学领域的SCI论文篇均被引频次较高，是韩国科技的优势领域。韩国政府资助的研究机构中韩国科学技术研究院、韩国生命工学研究院、韩国原子能研究院、韩国电子通信研究院和化学研究院的SCI论文数量排在前面。首尔大学、延世大学、高丽大学、成均馆大学和韩国高等科学技术院是韩国大学中SCI论文数量排名最高的高校。SCI论文数量较多的企业研究院主要有三星电子、LG电子、韩国电力公司和浦项钢铁。:57-68
韩国的科技发展起步虽然晚，但在很短的时间内已经发展成为世界专利大国。2006年，韩国一度成为仅次于美国和日本的世界第三大专利大国:2。据汤森路透（Thomson Reuters）《2014年G20国家研究及革新成果报告书》显示，2014年韩国向专利厅申请专利共计9万件，世界排名第四。韩国大企业是韩国专利申请的主力军。三星电子和LG电子是韩国国际专利申请件数最多的企业。韩国教育机构中，首尔大学、高丽大学、韩国科学技术院、浦项科技大学、延世大学、汉阳大学和庆北大学专利申请件数较为居前。:66-71
韩国知识产权厅（KIPO）拥有世界第一个互联网电子申请系统，是世界知识产权组织在全球普及在线国际专利电子申请系统的开发合作伙伴和亚洲地区专利信息运营与服务的机构。2006年3月15日，韩国专利厅国际知识产权研修院被世界知识产权组织指定为首家正式研修机构。

## 技术转移与产业化

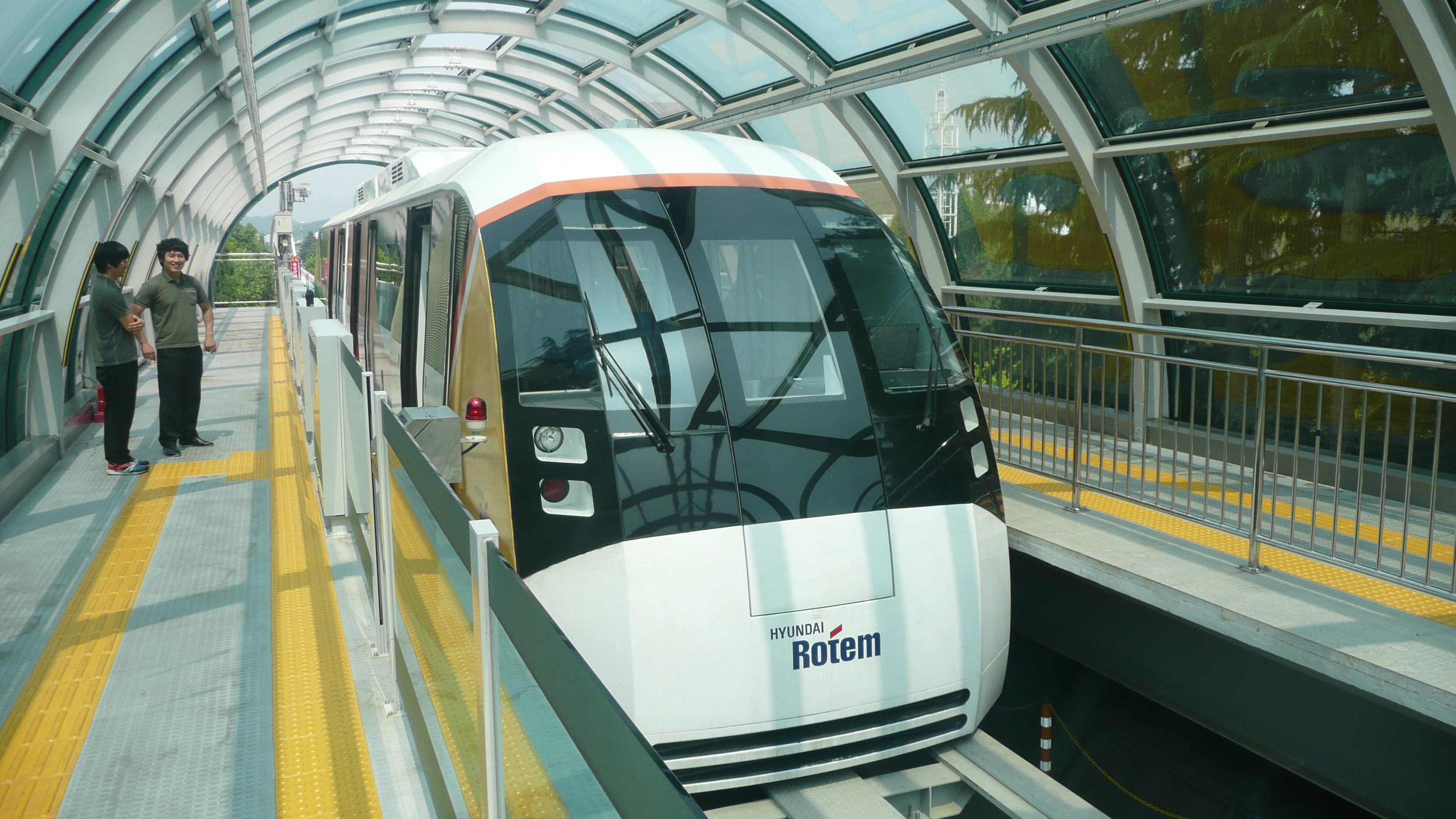
现代Rotem研制的磁悬浮列车

技术转移与产业化是韩国科技创新体制的重要环节。1973年，韩国修订《产业教育振兴法》，首次将产学合作写入法律使之制度化，并相应成立了产学合作科。1974年，“产学合作财团”成立。1986年，韩国又颁布了《产业技术研究组合育成法》。20世纪90年代以后，韩国技术转移与产业化进入快速发展期。企业、研究机构和大学都加大了科技创新的投入。1993年，韩国政府在大德科学园区内设立了“研究开发信息中心”。1994年，韩国科学技术院开始设立“技术商业化孵化器”和“技术创新中心”。1996年，韩国政府开始在全国各地设立科技园区以促进企业与科研机构的合作。:119-122
进入21世纪以来，韩国技术转移与产业化开始由要素投入型转变为创新主导型。为实现技术转移和产业化，韩国从2000年开始每年都制定技术转移与产业化年度计划，每三年还要制定技术转移与产业化中期推进目标与计划。2000年4月，根据《技术转移促进法》，韩国于设立了韩国技术交易所（Korea Technology Transfer Center，KTTC），为公共及民间部门的技术转移提供了一个技术交易平台和支持系统。与此同时，韩国政府还要求每个公共研究机构都要成立负责知识产权管理、挖掘专有技术、民间技术转让及产业化得技术转移办公室。:122:152-153
为扩大对技术转移与产业化的支持，韩国政府在2006年开展了“连接韩国”（Connect Korea）项目，帮助大学和研究所实现技术转让和产业化，对这类机构聘用技术转移专门人才进行长期资助，并向科研院所派送专利管理顾问:149。2008年9月，韩国知识经济部实施了“专利信托管理制度”，通过用于现金、不动产等资产管理与运营的信托方式促进未被利用的技术或专利的产业化:151-152。
科技园区是技术转移与产业化的孵化器。韩国目前建有四大科技园区：首都地区，洪陵研究开发中心和水原遗传工程研究开发科学园；中部地区，大德科学园；西南地区，汉南工业区精细化学和精密机械研究开发科学园；东南地区，浦项-蔚山地区材料科学研究开发科学园:175-176。其中1973年1月成立的大德科学园是韩国最早也是最大的科学园。2005年，韩国开始实施《大德研究开发特区培育特别法》，以大德科学园为中心联合大德科技谷、大德产业基地和政府其它开发区建立“大德研究开发特区”:153-155:120。
与西方发达国家相比，韩国技术转移与产业化目前还处在较低的水平。韩国科学技术界太过偏重于以理论为主的研究。2012年，汉阳大学技术费用收入为42亿韩圆，是韩国技术费用收入最高的高校。但此数字仅是同年美国西北大学2077亿韩圆技术费用收入的2%。

## 国际合作
韩国通过国际科技合作充分利用国际科技资源，并努力寻求在国际科技合作中发挥积极的作用。目前韩国已经与世界主要国家、亚洲周边国家以及地区和国际组织签有科技合作协议。2004年，韩国成立了“国家科学技术合作基金会”，为海外优秀研发中心和教育机构在韩设点办学提供一站式服务。2007年底，韩国已经引进了美、日、法等国的55个研发机构。赛诺菲巴斯德、IBM、微软、谷歌、西门子、杜邦等知名国际跨国公司都在韩国设有海外研发中心。与此同时，韩国也在美、中、日、俄罗斯等国开设自己的研发机构。2006年，韩国还开始了开展对发展中国家的国际科技援助。援助形式包括教学、技术指导和合作研究。:163-168
韩国主要的国际科技合作计划包括“全球实验室计划”（Global Research Lab, GRL）、“国外优秀研究机构引进计划”和“韩国-全球创新网络计划”。韩国通过”全球实验室计划”资助以韩国科研机构为主导的，有诺贝尔奖获得者和国内外杰出学者参与的，成果产出型国际合作研究，以提高韩国科技的国际竞争力。韩国向每个全球实验室平均每年提供最高5亿韩圆的资助，资助期限可由研究人员在3-9年内进行选择。“国外优秀研究机构引进计划”是通过韩国政府资助使韩国国内的科研机构与拥有世界一流研究成果和技术的国际科研机构建立联合研究中心。该计划旨在通过开展合作研究的形式，更多地利用国外优秀的研究资源，来增强韩国的研发力量。“韩国-全球创新网络计划”（Korea-Global Innovation Network，简称K-GIN计划）的目的是通过国际合作为韩国提高实时技术信息、进行人才交流和技术进出口、推动产业技术的发展，促进产学研的协同效应。:172-177:254

## 主要领域发展状况

### 半导体

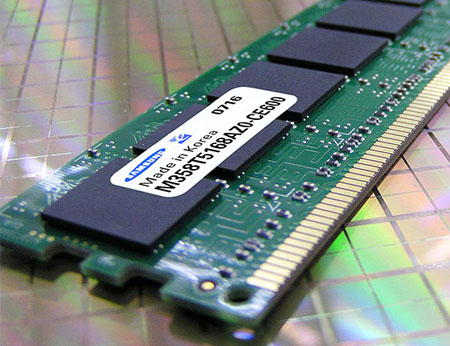
韩国三星电子是世界最大的储式半导体生产商

韩国半导体业从1965年代工起步，同时也引进和购买相关技术。20世纪80年代中期，韩国半导体开始了自主研发。1992年末，由韩国电子通信研究院、三星、现代、LG等大企业组成的研发队伍与美国、日本同期开发出64M的DRAM。1994年，韩国率先自主研发出256M的DRAM。1996年和2001年，韩国又在世界最早开发出1G和4G的DRAM，成为世界半导体存储技术的领跑者:155-156。2015年，三星电子在世界率先开发出256GB V-Nand半导体。
20世纪90年代中期，半导体开始发展成为韩国最具竞争力和主导产业之一:156。2013年，韩国半导体的世界市场占有率首次超过日本，成为仅此于美国的世界第二大半导体生产国。韩国企业在内存和动态随机存储器（DRAM）领域一直保持着世界领先水平。2014年四季度，韩国在世界半导体DRAM市场的份额超过了70%，创下历史新高。韩国三星电子和SK海力士是目前世界最大的两个DRAM生产商。
与存储式半导体形成对比，韩国在非存储式半导体领域在世界上处于劣势，目前正在培育非存储式半导体产业的发展:162。

### 网络通讯
早在金大中政府时期，韩国就把发展以宽带为代表的信息技术提升为国家战略。从1999年开始，韩国定期提出发展宽带的政策。目前韩国已是世界上网络通讯发达的国家之一，网速全球最快，宽带普及率世界第一。美国《财富》2011年报道说，2010年韩国网速每秒流量为14Mbps，是全球平均网速（1.9Mbps）的约7倍，而美国50个州中网速最快的（7.1Mbps）也只有韩国的一半水平，证明韩国在网络硬件环境方面的领先地位。
韩国是OECD成员中首个无线宽带普及率达到100%的国家。2013年6月，在距离4G网络商用还不足两年时间，新一代LTE-A网络开始在韩国商用，使韩国移动网络进入4.5G时代。2013年5月12日，三星电子宣布已率先开发出基于5G核心技术的移动传输网络，使韩国5G技术上也占得先机。2013年，韩国政府宣布实施“吉韩字节国”战略。该战略计划到2020年使韩国无线宽带传输速度达到每秒1吉字节以上。
韩国政府一直致力于政府数字化的建设。续政府1.0版（单纯提供信息）和2.0版（限制性的公开和参与）后，朴槿惠政府提出了实现政府3.0版本的目标。政府3.0版是通过移动技术和大数据为国民提供差异化一对多的行政服务，使社会民主化得到更深的提高。朴槿惠指出，政府3.0时代不仅仅意味着政府信息的公开，而意味着政府工作从过去以国家为中心的工作方式向以国民为本的工作理念的全面转型。自2010年联合国经济社会事务部（UNDESA）公布全球各国电子政府排名以来，韩国已经连续三次位列榜首。

### 核能
与欧美国家相比，韩国核能起步较晚，但发展迅速。自20世纪50年代以来，经过几十年的迅速发展，韩国已经成为世界核能的后起之秀。2007年，韩国成为世界上第三个具备自行研发第三代核电技术的国家。目前，韩国在核电站的设计到建设的整个环节中，技术自立度达到95%，拥有20座全部按照自己核技术建造的核电站。2009年底，韩国力压美国、法国等世界老牌核电出口国，成功赢得阿联酋价值200亿美元的四座轻水核反应堆核电站建设合同，成为世界上第六个核电站出口国。
韩国研制的“APR-1400”第三代核电技术，电功率达1450MWe，抗震设计标准达到0.3g，并采用了先进的堆芯保护技术和事故缓解措施。与欧美的压水反应堆和“AP1000”等第三代核电技术相比，韩国的“APR-1400”技术在相关方面更为出色。2019年8月26日，APR-1400轻水反应堆正式获得美国核能管理委员会的设计认证（DC）。这是非美国核电站首次获此认证。在此之前，APR-1400曾在2018年8月获得欧洲设计认证 。。目前，韩国正在开发电功率达1500MWe，安全水平是“APR1400”十倍的“APR+”技术。韩国核电一直保持着很高的运行效率。2005年韩国核电厂容量因子达到95.5%，是该指标世界最高的国家之一；核电厂的平均功率损失率仅为3.6%，远低于经合组织（OECD）国家6.4%的平均值，世界最低。与此同时，韩国核能技术的安全性不断提高，非计划停堆率不断下降。上世纪80年代中期以前，韩国核电厂的非计划停堆率是5；到2010年，该指标已降到了0.1，远低于欧美国家，世界最低的。除此之外，与欧美国家相比，韩国的核能技术造价低，工期短。
韩国致力于发展比核裂变能量更大，而且近乎零污染的核聚变发电技术，并计划在21世纪40年代建造商业性热核聚变发电厂。韩国从20世纪60年代开始开展小规模的实验室等离子实验。70年代晚期，韩国大学先后建造了SNUT79、KAIST、 KT 1、HANBIT等托卡马克装置。1995年，韩国基础科学研究院根据美国麻省理工大学的TARA串级磁镜，建造并安装了中型装置HANBIT。1995年，韩国投资3090亿韩圆（25亿人民币）建造世界上首一个采用新型超导磁体材料产生磁场的全超导聚变装置KSTAR，成为韩国核聚变技术研发的里程碑。2009年12月，被称为“韩国太阳”的KSTAR在1000万摄氏度的温度下成功获得了电流为320千安的等离子体放电，持续时间约3.6秒。2010年11月8日，KSTAR首次成功实现了等离子体约束状态的H模式。这是世界首次用超导热核实验装置实现H模式，对国际热核聚变实验反应堆（ITER）项目的进展起到非常重要的价值。

### 机器人

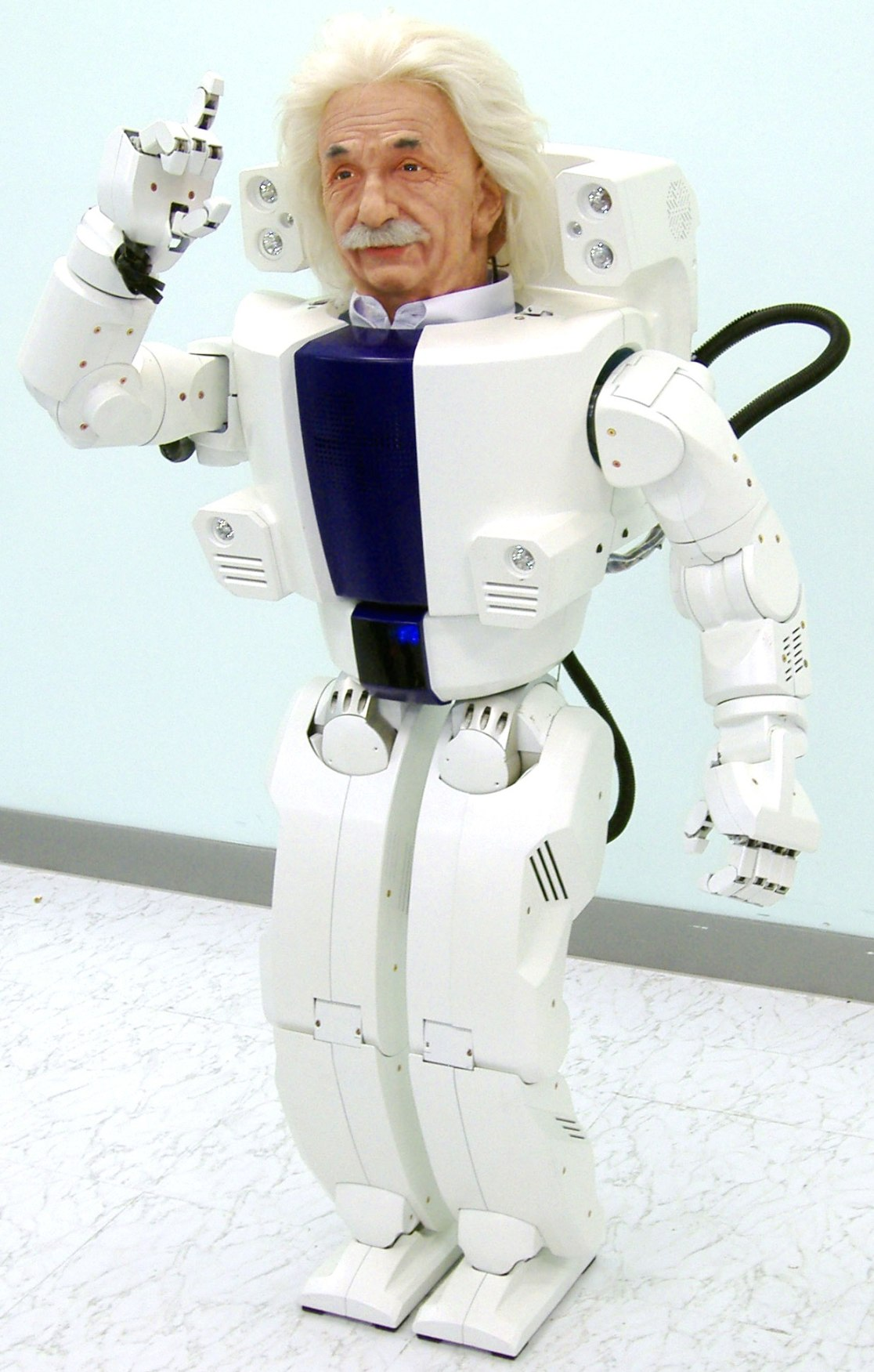
韩国研制的Albert Hubo机器人

由于韩国人力资源的短缺，机器人的发展在韩国非常受重视。韩国政府计划在2018年以前，使韩国成为世界三大机器人强国之一。2010年韩国公布了《服务型机器人产业发展战略》，将服务型机器人列为发展的重点，韩国政府还计划到2020年前使机器人的普及率在韩国达到一户一个。在韩国政府的大力扶植下，机器人飞行员、机器人狱警、机器人教师等纷纷在韩国问世。
目前韩国工业机器人的保有量居世界第三位。截至2013年，韩国制造业机器人出厂台数已排名世界第4位。韩国在纳米级搬运机器人系统和高密度革新制造工程用机器人领域已经掌握了世界领先的核心技术。2013年，韩国全南大学细菌机器人研究所研发出世界上首个可治疗癌症的纳米机器人(“体内医生”)，可对大肠癌、乳腺癌、胃癌和肝癌等高发性癌症进行诊断和治疗。韩国现代机器人、罗普伺达机器人、东部机器人、斗星机器人和阿尔帕机器人是韩国目前最具影响力的五大机器人厂商，其中现代机器人在韩国的市场占有率超过50%。

### 生物技术
早在1983年，韩国就颁布实施了具有里程碑意义的《生物技术促进法案》。在过去的几十年内，韩国先后出台和启动了“国家研究实验室（NAL）计划”（1999年）、“21世纪前沿研发项目”（2000年）、“Bio-Star计划”（2003年）、“促进生物产业，新药研发，器官工程和生物芯片发展项目”（2003年）等支持生物科技发展的计划和项目。据统计，自1994年以来韩国政府对生物技术的投资每年以20％以上的速度递增，到2005年累计投资达到4.3万亿韩元。
生物医药是韩国生物技术领域最重要的构成，韩国60%左右的生物技术公司为生物制药企业。2003年，Factive获得美国食品药品监督管理局的认可，成为韩国第一个获得国际认可的新药。此后，随着诸多新药研发成功并投入生产，韩国已经拥有一批自主知识产权的生物药。韩国的发酵科技是韩国生物技术中最具国际竞争力的领域，涉及氨基酸、酶制剂、抗生素等多个产业。其中氨基酸产品在全球市场的份额达20%。2005年首尔大学的研究人员从辛辣甘蓝泡菜中成功提取了一种可以治疗禽流感和其他鸡的疾病的发酵芽胞杆菌。为减少对石油进口的依赖，韩国非常重视生物柴油的发展。2004年10月，韩国修订了《石油及石油替代燃料事业法》并制定了生物柴油质量标准。韩国目前实施较严格的生物燃料和燃料效率规定。在生物制品方面，韩国自主研发的生物制品已经从最初的功能性食品逐渐转变为生物医药类和生物诊疗类制品，拥有一批自主研发世界品牌。
2005年和2007年，首尔大学成功克隆出世界上第一只克隆狗史納比和两只濒危物种的狼。2011年，韩国科学家在世界上首次从人类胚胎干细胞株中成功分离并培养出血小板。这是续利用人类胚胎干细胞培养出红细胞后，人类向利用干细胞实现人工血液商用化迈进的又一步。韩国科学家还发现了植物在寒冷、盐土、干旱等极度恶劣条件下存活的基因（鹽生植物，Halophyte）。

### 高铁和磁悬浮

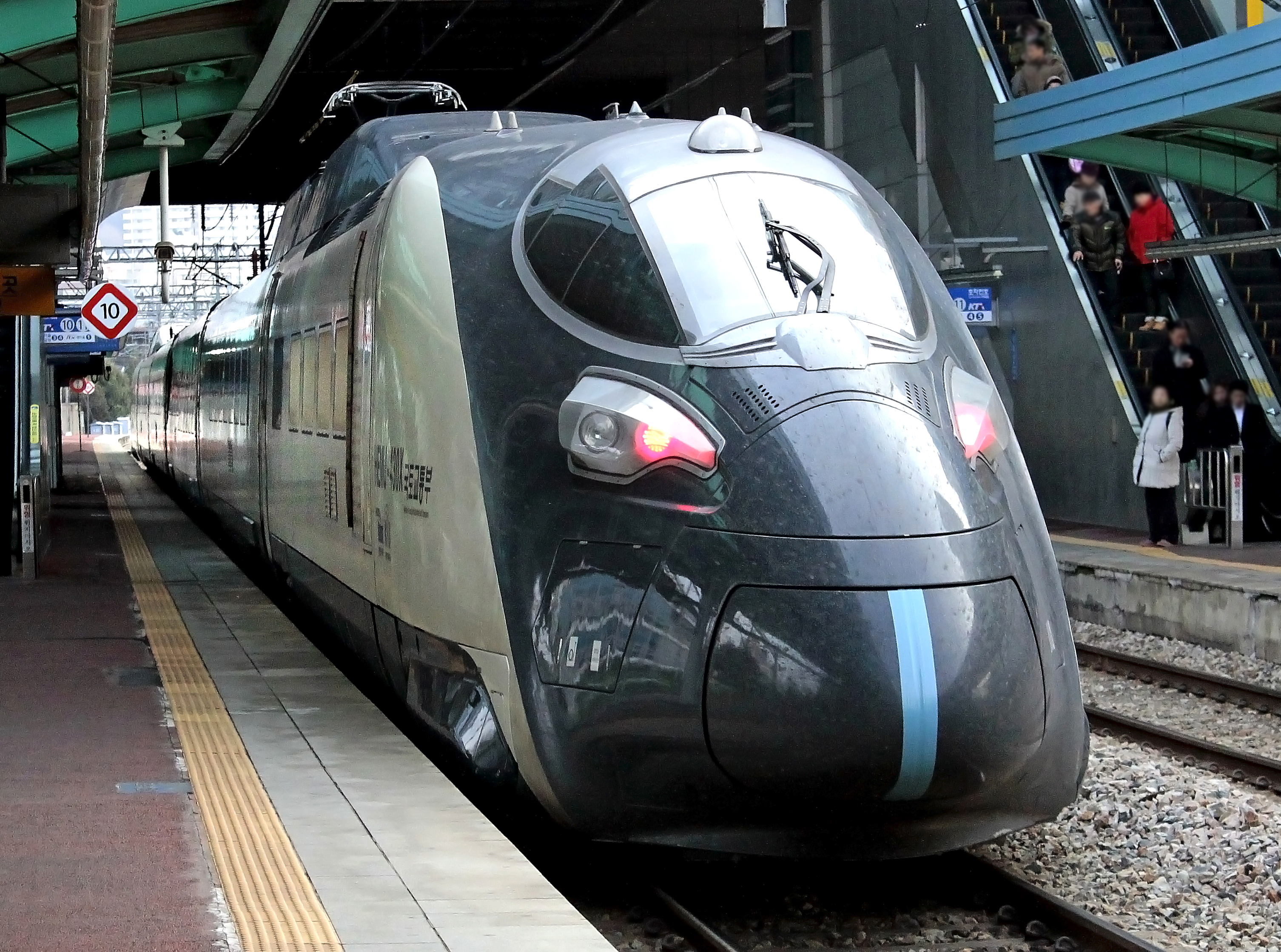
韩国自主研发的设计时速430公里的新一代高铁“海雾（HEMU-430X）”

韩国从1992年开始兴建高铁。1996年，韩国铁路研究所（KRRI）启动了HSR-350X高铁研发项目。2004年12月，HSR-350X的最高运行速度达到了每小时352.4公里。到2006年10月，HSR-350X在时300公里以上的累计行程超过了15万公里。与此同时，韩国与法国阿尔斯通公司鉴定了100%技术转让的高铁合同，并对法国高铁技术进行消化吸收，研发出了KTX-II。2004年，韩国首条高铁线路京釜高速线正式通车，使韩国成为继日本、法国、德国、瑞典和西班牙之后世界上第6个拥有高速铁路的国家:247:125。韩国高铁装有“高速行驶感知系统”。在列车行进途中，如果司机身体发生异常，会马上启动警报装置，如果司机未采取必要措施，列车会自动停止。列车配有电脑控制的三重制动系统，比法国的TGV还多一重。另外，韩国高铁列车头部装有障碍物探知器、司机防瞌睡、火情探知等防止事故隐患的各种尖端仪器。此外，列车前方还装有蜂窝式冲击吸收装置，即使列车与前方700公斤物体相撞也不会脱轨。列车车厢之间也采用了“关节型对接方式”连接，即使列车脱轨，也不会颠覆。目前，韩国已经研制出设计时速为430公里的新一代高铁“海雾（HEMU-430X）”，即”KTX-III”，高铁自主研发跨进了世界第四的行列。韩国铁路技术研究院还计划研发时速500公里的高铁技术。
韩国磁悬浮技术的开发开始于20世纪80年代中期。现代精密加工公司和大宇重工分别在1985年和1989年完成了技术论证车型的研制，并在20世纪90年代初开发出全尺寸示范车。其中，现代精密加工开发出的HML-03磁悬浮列车在1993年大田世博会博览会上向公众作了展示。在世博会召开的3个月期间（1993年8月7日至1993年11月7日），现代磁悬浮在560米长的试验轨道上搭载了120,000名乘客。2005年5月11日，現代Rotem与韩国机械材料学会联合开发出最高速度110公里/小时的磁悬浮列车，后在2007年建成连接大田世博会公园和国立中央科学馆的起磁悬浮列车线路，使韩国继德国、日本之后成为第3个拥有商业化磁悬浮列车自主知识产权的国家。
2016年2月3日，仁川机场磁悬浮线的正式开通，使韩国成为续日本之后，世界上第二个实现中低速、城市型商业化磁悬浮列车的国家。仁川机场磁悬浮列车为完全无人驾驶列车，最高时速为110公里。该磁悬浮线路的造价为每公里427亿韩圆（约4156万美元），但运营维护成本要比常规轻轨列车低很多，并可节约20-30%的能源。韩国还计划把大田地铁2号线打造成磁悬浮路线。该线路总长36公里，有30个车站，计划于2020年投入运营。

### 航空航天

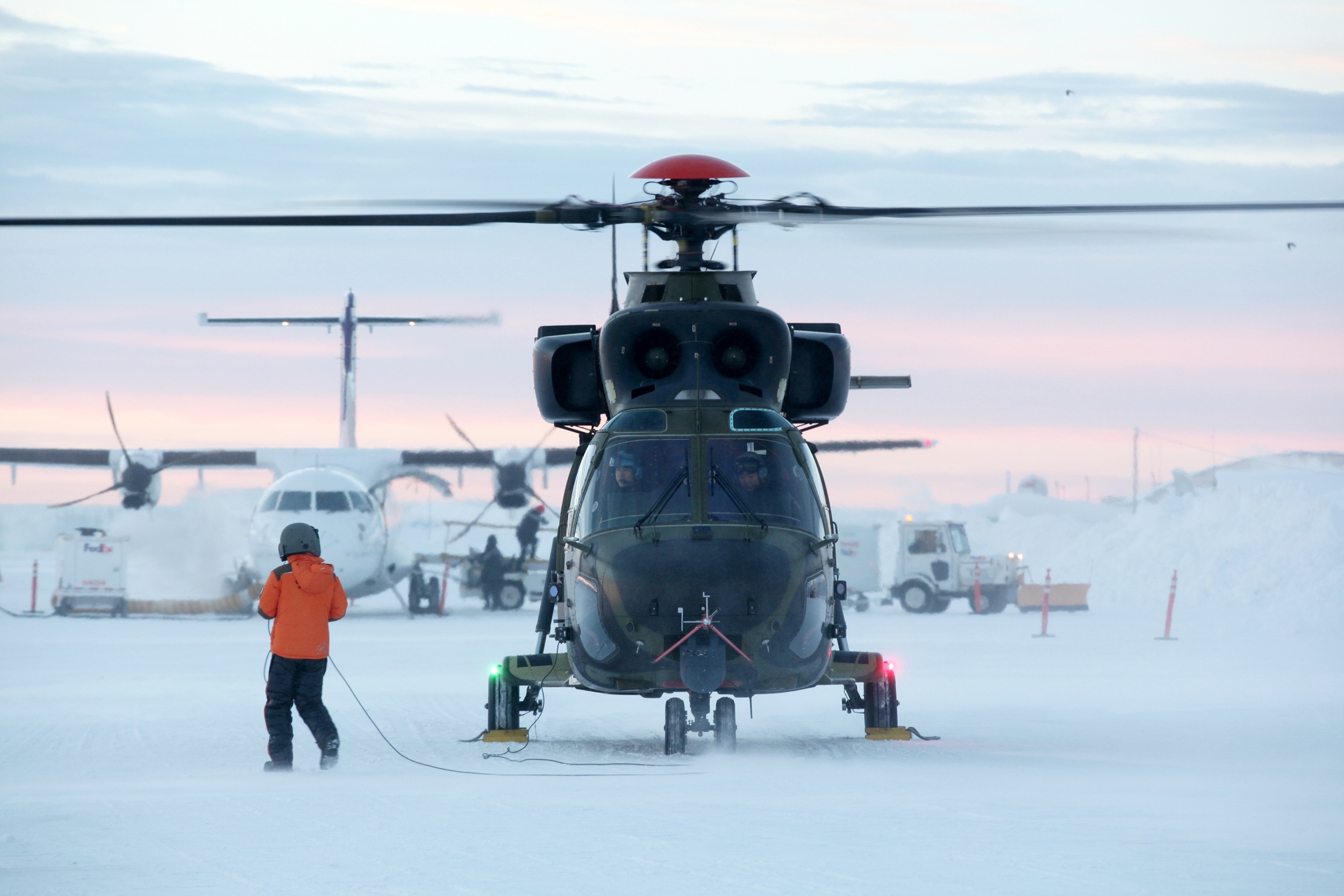
韩国国产运输直升机“Surion”

韩国航空宇宙研究院是韩国从事航天科研的主要机构。1992年8月11日，韩国第一颗科学实验卫星“韩国星1号”进入太阳同步轨道，成为世界航天俱乐部的第22个成员。2010年6月，韩国自主研发的通信卫星“COMS-1号”发射成功，使韩国成为世界第l0个能研制和使用通信卫星的国家。自1992年起，韩国至今已连续成功开发了八颗人造卫星。出于防止朝鲜半岛军备竞赛的考虑，韩国的盟友美国长期以来一直试图阻止韩国发展自主的导弹和火箭技术，因此韩国与俄国合作发展航天技术。2008年4月，俄国成功将韩国首位宇航员李素妍送至国际空间站。2013年1月，韩国与俄国共同研制的罗老号运载火箭成功将科学卫星送至指定轨道，使韩国成为世界上第十个能发射卫星的国家。韩国自主研发的第二代世界号运载火箭于2022年6月首次发射成功。2022年12月17日，韩国首个月球探测器赏月号成功进入绕月轨道。
韩国首架国产超音速战斗机“制空号”（F-5E/F）由大韩航空研制，于1982年9月9日首飞成功:225。进入21世纪以来，韩国的航空产业也发生了突飞猛进的发展。2009年7月，韩国首次研制出国产运输直升机“Surion”。2011年，首次开发出“无人智能飞机”。同年5月，韩国航空宇宙产业基于T-50超音速教练机研制的轻型攻击机FA-50首飞成功。T-50超音速教练机出口至印度尼西亚，也使韩国成为世界上第六个出口超音速飞机的国家。
在民用飞机的研制方面，韩国首款自行研制的民用小型飞机KC-100于2011年7月试飞成功，使韩国成为世界上第28个能够自行制造民用飞机的国家。2012年10月，韩国航空宇宙产业、大韩航空与庞巴迪宇航公司达成协议，共同研制能运载90人的支线飞机。